# Massaker von Bisho

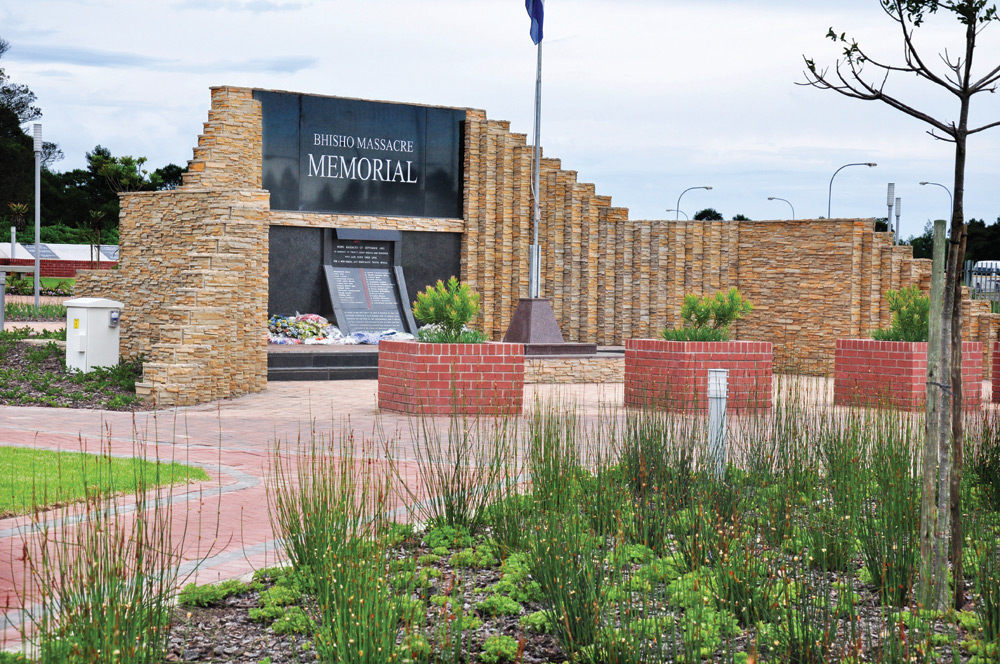
Gedenkstätte für das Massaker von Bisho

Das Massaker von Bisho war ein Massaker, das am 7. September 1992 in Bisho, heute Bhisho, im damaligen Homeland Ciskei stattfand. 29 Menschen, darunter 28 Anhänger des African National Congress (ANC), wurden dabei erschossen. Das Massaker bewirkte mittelbar die Wiederaufnahme des Verhandlungsprozesses über ein Ende der Apartheid.

## Geschichte
Ab 1990 hatten Gespräche des ANC mit der südafrikanischen Regierung über ein Ende der Apartheid und die Wiedereingliederung der nominell unabhängigen Homelands in die Republik Südafrika stattgefunden. Vor allem der Präsident der Ciskei, Oupa Gqozo, weigerte sich, seine Position aufzugeben, und regierte im Ausnahmezustand. Nach dem Massaker von Boipatong am 17. Juni 1992 in der Nähe von Vanderbijlpark, bei dem 46 Menschen getötet worden waren, kamen die Verhandlungen zum Stillstand; der ANC warf der Regierung unter Präsident Frederik Willem de Klerk vor, Spannungen geschürt zu haben. Am 3. September 1992 sandte der ANC ein Memorandum an de Klerk, in dem er die Absetzung Gqozos und die Schaffung einer Interimsregierung forderte, die einen demokratischen Wandel ermöglichen sollte. De Klerk weigerte sich jedoch, da die Ciskei als unabhängig galt. In der Folge organisierte der ANC einen Protestmarsch auf die Hauptstadt der Ciskei, Bisho, mit dem Gqozos Absetzung erzwungen werden sollte. Gqozo versuchte, den Marsch vor Gericht zu verhindern; das Gericht erlaubte lediglich eine Demonstration am Independence Stadium außerhalb Bishos.
Am 7. September 1992 demonstrierten rund 70.000 bis 80.000 ANC-Anhänger am Stadtrand, darunter die Politiker Chris Hani, Cyril Ramaphosa, Steve Tshwete und Ronnie Kasrils, von denen Hani und Kasrils der South African Communist Party angehörten. Soldaten der Ciskei Defence Force hatten die Wege in die Stadt abgeriegelt. Eine Gruppe von Demonstranten unter Kasrils versuchte jedoch, die Absperrungen der Armee zu durchbrechen. Die Soldaten schossen daraufhin mit automatischen Gewehren in die Menge. 28 Demonstranten und ein Armeeangehöriger wurden erschossen, mehr als 200 Demonstranten wurden verletzt. Die Schüsse dauerten eineinhalb und – nach einer Unterbrechung – eine Minute. Der Schießbefehl kam von Colonel Vakele Archibald Mkosana.

### Nachwirkungen
Die meisten der getöteten Demonstranten wurden am 18. September im Rahmen einer großen öffentlichen Veranstaltung auf dem damals neuen Friedhof des Township Ginsberg von King William’s Town gemeinsam beerdigt. Später benannte man diesen Begräbnisort um und gab ihm den Namen Steve Biko Garden of Rememberance.
Die Goldstone-Kommission, die 1991 zur Untersuchung illegaler Aktivitäten der Regierung gegründet worden war, wurde mit der Untersuchung des Massakers beauftragt. Der Vorsitzende, Richard Goldstone, verurteilte Gqozo wegen seiner Weigerung, politische Aktivitäten in der Ciskei zuzulassen, und wegen der Brutalität seiner Truppen. Die Untersuchung zeigte, dass der getötete Soldat von eigenen Leuten erschossen worden war. Die Kommission schlug harte Maßnahmen gegen Gqozo vor, verurteilte aber auch Kasrils für sein leichtsinniges Vorgehen.
Das Massaker führte nach wenigen Wochen zu neuen Verhandlungen zwischen Regierung und ANC. Nelson Mandela traf de Klerk am 26. September 1992, wo die Bildung eines unabhängigen Gremiums zur Kontrolle der südafrikanischen Polizei vertraglich vereinbart wurde, worauf deren Kooperation mit der Zulu-Bewegung Inkatha beendet wurde und Inkatha ihr informelles Bündnis mit der National Party de Klerks aufkündigte. Gqozo blieb an der Macht, trat aber kurz vor den Wahlen 1994 zurück, die der ANC gewann. Am Ort des Massakers wurde ein Denkmal aus Granit errichtet. Es wurde 1997 von dem damaligen Erzbischof Desmond Tutu enthüllt.

### Weitere Aufarbeitung
Zwei am Massaker beteiligte Personen baten vor der Wahrheits- und Versöhnungskommission (TRC), die ab 1997 tagte, um Amnestie, Colonel Mkosana und der Soldat Mzamile Thomas Gonya, der als Einziger mit einem Granatwerfer auf die Demonstranten geschossen hatte. Gqozo war als Zeuge geladen, wurde aber vor dem Verhandlungstermin in ein Krankenhaus eingeliefert. Im Jahr 2000 wurde beiden die Amnestie verweigert, da ihre Taten übertrieben rücksichtslos und nicht politisch motiviert gewesen seien. Im Anschluss wurden sie wegen einfachen Mordes, Mkosana zusätzlich wegen 28-facher fahrlässiger Tötung (culpable homicide) angeklagt. Sie wurden freigesprochen, da ihr Handeln als Notwehr gewertet wurde.